# Museu Fitzwilliam

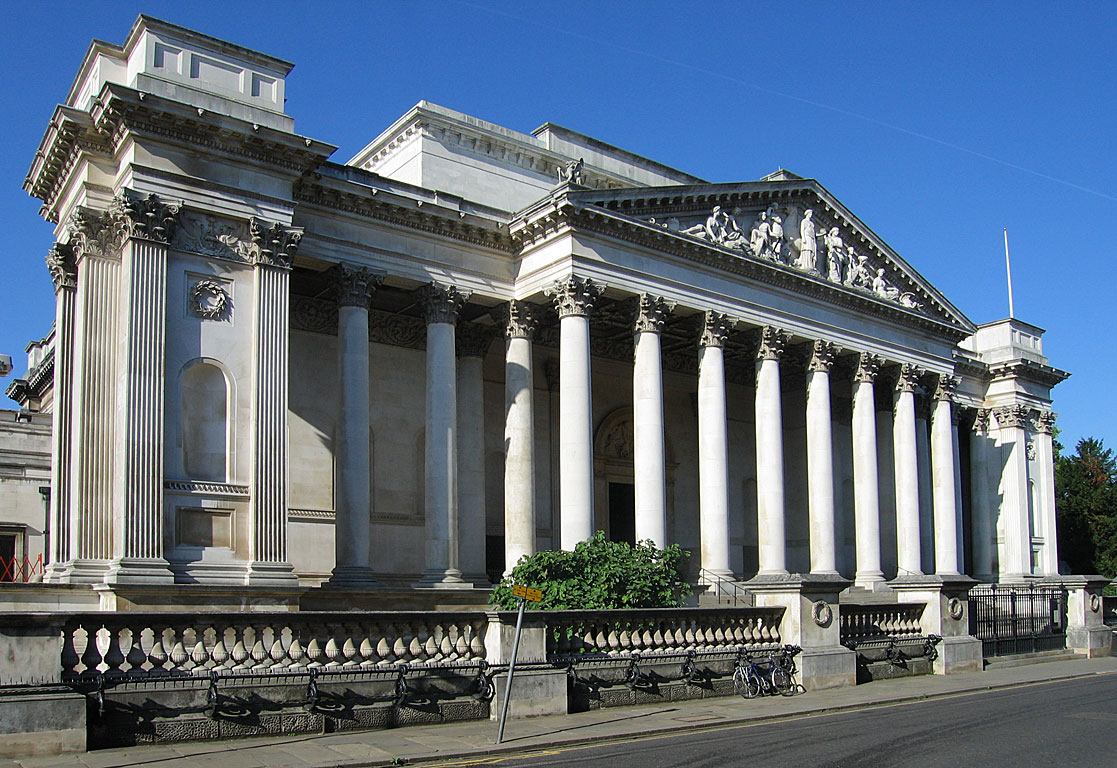
Entrada principal na Trumpington Street.

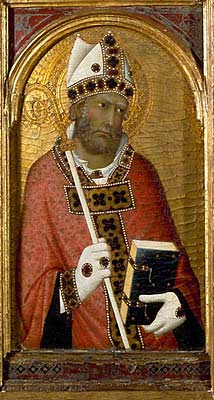
Saint Geminianus, de Simone Martini (c.1284–1344).

O Museu Fitzwilliam é o museu de arte e antiguidades da Universidade de  Cambridge, localizado na Trumpington Street, na área central de Cambridge, Inglaterra. Foi fundado em 1816 pela doação da coleção de Richard FitzWilliam, o 7º Visconde FitzWilliam. 
A coleção do museu inclui obras-primas de Ticiano, Giambattista Pittoni, Canaletto, Simone Martini, Domenico Veneziano, Veronese, Rubens, Van Dyck, Frans Hals, Hogarth, Gainsborough, Constable, Monet, Degas, Renoir, Cézanne e Picasso.

## Coleções

### Pintura
Anglo-Americana
- Benjamin West

Escola Holandesa
- Aelbert Cuyp
- Gerrit Dou
- Frans Hals
- Meyndert Hobbema
- Adriaen van Ostade
- Rembrandt
- Salomon van Ruysdael
- Jan Steen
- Adriaen van de Velde
- Willem van de Velde (Filho)
- Jan Weenix
- Philip Wouwerman

Escola Inglesa
- William Beechey
- John Constable
- Thomas Gainsborough
- William Hogarth
- John Hoppner
- Sir Godfrey Kneller
- Edwin Henry Landseer
- Thomas Lawrence
- Peter Lely
- Joshua Reynolds
- George Stubbs

Escola Flamenga
- Jan Brueghel the Elder
- Pieter Bruegel the Elder
- Frans Francken the Younger
- Jan Mabuse
- Peter Paul Rubens
- David Teniers the Younger
- Anthony van Dyck

Escola Francesa
- Eugène Delacroix
- François Boucher
- Jean-Baptiste Camille Corot
- Edgar Degas
- Gaspard Dughet
- Paul Gauguin
- Claude Lorrain
- Jean-Baptiste Greuze
- Jean-Étienne Liotard
- Claude Monet
- Camille Pissarro
- Nicolas Poussin
- Pierre Auguste Renoir
- Théodore Rousseau
- Georges-Pierre Seurat
- Jean-François de Troy
- Vincent Van Gogh

Escola Alemã
- Holbein, Hans

Escola Italiana
- Alessandro Allori
- Jacopo Bassano
- Canaletto
- Annibale e Ludovico Carracci
- Bernardo Daddi
- Carlo Dolci
- Domenichino
- Duccio di Buoninsegna
- Gentile da Fabriano
- Domenico Fetti
- Raffaellino del Garbo
- Lattanzio Gambara
- Luca Giordano
- Guercino
- Pietro Longhi
- Lorenzo Lotto
- Andrea Mantegna
- Parmigianino
- Giambattista Pittoni
- Palma il Vecchio
- Pietro Perugino
- Francesco Pesellino
- Rafael
- Raffaellino del Garbo
- Guido Reni
- Sebastiano Ricci
- Giulio Romano
- Andrea Sacchi
- Andrea del Sarto
- Zanobi Strozzi
- Tintoretto
- Ticiano
- Perin del Vaga
- Giorgio Vasari
- Paolo Veronese
- Antonio Verrio
- Federico Zuccari
- Francesco Zuccarelli